# Dècada del 1680

## Esdeveniments
- Principat de Catalunya: Revolta dels Barretines (1687-1689).
- Formació de la Gran Aliança per fer front al creixent poder del Regne de França.
- Santa Lliga (1683) formada per Espanya, els Estats Pontificis, Venècia i Malta per lluitar contra l'Imperi Otomà.
- La cort francesa s'instal·la al Palau de Versalles.[1]
- Guerra entre la Xina i Rússia.
- Generalització del fusell a Europa.
- Polèmica dels Antics i els Moderns

## Personatges destacats
- Isaac Newton. publica el llibre Principia Mathematica.
- Pere I de Rússia dit "el Gran".
- Frederic I de Prússia, primer rei de Prússia.
- Alexandre VII és escollit papa.